# علم اقتصاد
علم اقتصاد یا دانش اقتصاد (به انگلیسی: Economics) شاخه‌ای از علوم اجتماعی است که به تحلیل تولید، توزیع و مصرف کالاها و خدمات می‌پردازد. به‌طور کلی، کانون توجه دانش اقتصاد بر این است که عوامل اقتصادی چگونه رفتار و تعامل می‌کنند و اقتصادهای مختلف چگونه کار می‌کنند. علم اقتصاد علم تخصیص بهینه منابع محدود به نیازهای نامحدود است.
در این راستا، یک تقسیم‌بندی اولیه کتاب‌های پایه‌ای اقتصاد شامل: ۱. اقتصاد خرد در برابر ۲. اقتصاد کلان است.
، رفتار اقتصادی واحدهای تصمیم‌گیرنده خرد، انفرادی و کوچک شامل خانوارها و بنگاه‌های اقتصادی یا خریداران و فروشندگان (مصرف‌کنندگان و تولیدکنندگان) و بازارها اعم از بازارهای رقابت کامل، انحصار کامل، رقابت انحصاری، انحصار چند جانبه و درآمدها و هزینه‌های این بخش‌ها را بررسی می‌کند. همچنین به توابع تولید، منحنی امکانات تولید، هزینه فرصت و مسائل مربوط به تولید و هزینه‌ها، بررسی بازار عوامل تولید اعم از سرمایه، زمین و نیروی کار و انواع هزینه‌ها و توابع هزینه و ارتباط آن با تولید و مقیاس تولید، درآمد و توابع درآمد و بودجه مصرف‌کننده، کشش‌های بین سرمایه و نیروی کار، نظریه بازی‌ها و نظریات مختلف در این رابطه‌ها می‌پردازد.
از همه مهم‌تر به مسائل پایه‌ای اقتصاد، شامل عرضه و تقاضا، انواع کالا و کشش‌ها، روابط بین کالاها و مطلوبیت، ترجیحات مصرف‌کننده، منحنی بی‌تفاوتی آن‌ها و تأثیر مالیات و یارانه، سهمیه‌بندی، جیره‌بندی و … و سیاست اقتصادی (سقف قیمت یا کف قیمت) بر روی آن‌ها و مازاد رفاه مصرف‌کننده و تولیدکننده می‌پردازند.
اقتصاد کلان به بررسی رفتار کلی و همسوشده اقتصاد و عوامل مؤثر بر آن که شامل: چرخه‌های تجاری، بیکاری، تورم، رکود، رشد اقتصادی، سیاست پولی و مالی، بازار پول و بازار محصول (منحنی IS-LM)، تقاضای کل و عرضه کل، بودجه دولت، مصرف کل و توابع و نظریات مصرف، پس‌انداز کل، سرمایه‌گذاری، بازار کار و اشتغال، تولید ملی، درآمد ملی، ثروت کل، ارز و نرخ ارز، تراز پرداخت‌ها و تراز تجاری، صادرات و واردات، اقتصاد پولی و نظریات پول و بازار پول، انتظارات تطبیقی و عقلایی، نرخ بهره، دستمزد واقعی را تحلیل می‌کند.
دیگر تقسیم‌بندی‌های رایج علم اقتصاد، می‌توان به اقتصاد اثباتی (به انگلیسی: positive economics) (تعریف‌کننده «آنچه هست»)
در برابر اقتصاد هنجاری (به انگلیسی: normative economics) (دفاع از «آنچه که باید باشد»)
اقتصاد نظری (به انگلیسی: mathematical economics) در مقابل اقتصاد کاربردی؛ اقتصاد عقلانی در برابر اقتصاد رفتاری؛ و اقتصاد جریان اصلی یا متداول (به انگلیسی: mainstream economics) (اقتصاد ارتدوکس که بیشتر با پیوند میان عقلانیت، فردگرایی و تعادل سروکار دارد) و اقتصاد دیگراندیش (به انگلیسی: heterodox economics) (که رادیکال است و با پیوند میان نهادها، تاریخ و ساختار اجتماعی سروکار دارد).
تحلیل اقتصادی در تمامی ابعاد جامعه کاربرد والایی دارد، از بازرگانی، دارایی، مراقبت بهداشتی گرفته تا موضوعات متنوعی از قبیل جرم و جنایت، آموزش و پرورش، خانواده، حقوق، سیاست، مذهب، نهادهای اجتماعی، جنگ، و علوم پایه. در ابتدای شروع قرن بیست و یکم، از گسترش دامنه اقتصاد در علوم اجتماعی دیگر به عنوان امپریالیسم اقتصاد تعبیر شده است. در یکی دو دهه اخیر برخی از اقتصاددانان برای تأکید بیشتر بر پایدار نگاه داشتن محیط زیست شاخه اقتصاد محیط زیست تأسیس کرده‌اند و نیز مطالعاتی را در زمینه اقتصاد بوم‌شناختی (به انگلیسی: Ecological economics) انجام داده‌اند.

## موضوع علم اقتصاد
موضوع اقتصاد عبارت است از: ثروت (کالاها، خدمات و منابع) از حیث چگونگی تولید، توزیع و مصرف آن. مقصود از «ثروت» جنبه مالی و ارزش کالاها و خدمات است، نه جنبه عینیت اموال؛ بنابراین ثروت از نظر ارزشمند بودن و مالیت موضوع اقتصاد است.
ثروت، از حیث چگونگی رشد، توزیع و به مصرف رساندن آن موضوع اقتصاد است، نه از حیث به این شخص یا آن شخص نسبت دادن.

### انواع اقتصاد

#### اقتصاد آزاد
به دنبال افول نظام فئودالی نظامی جایگزین آن شد که به خرید و فروش آزاد متکی است. پدر بنیانگذار این علم ادام اسمیت است. اصول این نوع اقتصاد عدم دخالت در اقتصاد و قیمت گذاری آزاد است. همان‌طور که آدام اسمیت در کتاب دست پنهان خود توضیح داده است رقابت و عرضه و تقاضا قیمت‌ها را خود به خود تعدیل می‌کند. این نوع نظام بیانگر علت رشد اقتصادی غرب است.

#### اقتصاد سوسیالیستی
به دنبال انتقاد کارل مارکس از نظام سرمایه‌داری وی اقتصاد سوسیالیستی را معرفی کرد. وی سرمایه داران و کار آفرینان را برده‌دار معرفی کرد و خواستار انتقال قدرت به دولت و اتحادیه‌های کارگری گردید. او موافق آموزش و درمان رایگان بود. اما آنچه که در عمل مشاهده شد فروپاشی کشورهای شوروی و یوگسلاوی بود. آنچه که اتفاق می‌افتد از بین رفتن آنچه که نظام طبیعی اقتصادی می‌خوانیم می‌شود و فضای عرضه و تقاضا و رقابت را از بین می‌برد و در بلند مدت به اقتصاد آسیب می‌رساند. اقتصاد می‌تواند نه کامل سوسیالیستی یا سرمایه‌داری باشد که به این دسته از آن‌ها اقتصاد مختلط گویند. سوسیالیست‌های اعتدل گرا تر خواستار مالیات بیشر بر ثروتمندان هستند.

## ریشه لغوی
واژه اقتصاد (به انگلیسی: economy) از واژه οἰκονομία (اُیکُنُمیا) در زبان یونان باستان گرفته شده که خود از ترکیب دو کلمه οἶκος (اُیکُس به معنای خانواده) و νόμος (نُمُس به معنای روش یا قانون) حاصل شده است. این دو کلمه روی هم معنای «قواعد خانه (خانوار)» را می‌دهند.

## تاریخچه نام
اقتصاد سیاسی نام سنتی این رشته است که آنتوان دو مون‌کرتین نخست‌بار آن را عنوان کتاب خود ساخت. این سنت تا قرن نوزدهم ادامه یافت، چنان‌که جان استوارت میل کتابش را تحت عنوان «مبانی اقتصاد سیاسی» و دیوید ریکاردو تحت عنوان «اصول اقتصاد سیاسی و مالیت ستانی» نوشت. حتی مارکس که موضعی تهاجمی (در نقد اقتصاد سیاسی) نسبت به علم اقتصاد داشت کتابش را «مقدمه‌ای بر نقد اقتصاد سیاسی» نام نهاد.
اما اقتصاددانان در اواخر قرن نوزدهم واژه «اقتصاد» (به انگلیسی: economics) را به عنوان فرم کوتاهتر «علوم اقتصادی» (به انگلیسی: economic science) پیشنهاد کردند تا از دلالت ضمنی این واژه بر منافع سیاسی محدود جلوگیری کرده باشند و همچنین به این واژه صورتی مشابه واژگان دیگر علوم مانند «ریاضیات» (به انگلیسی: mathematics)، «اخلاق» (به انگلیسی: ethics) و مانند آن‌ها ببخشند.
واژه فارسی اقتصاد نیز بنابرآنچه در فرهنگ نامه معین آمده عبارت است از میان روی و جلوگیری از اسراف

## تعاریف
تعاریف متفاوتی برای علم اقتصاد وجود دارد. برخی از تفاوت‌ها بازتاب دهنده تکامل دیدگاه‌ها دربارهٔ موضوع اقتصاد یا دیدگاه‌های مختلف در میان اقتصاددانان است. آدام اسمیت در سال ۱۷۷۶ چیزی که در آن روزگار اقتصاد سیاسی خوانده می‌شد را این‌گونه تعریف کرده است:
شاخه‌ای از دانش یک دولتمرد یا قانونگذار با اهداف دوگانه فراهم کردن درآمد سرشار و معاش خوب برای مردم … و تأمین کردن درآمد برای دولت برای هزینه کردن در خدمات عمومی.
ژان باپتیست سه در ۱۸۰۳، هم‌زمان با جدا کردن علم اقتصاد از کاربرد آن در سیاست‌گذاری عمومی (به انگلیسی: public policy)، آن را به عنوان علم تولید، توزیع و مصرف ثروت تعریف می‌کند. توماس کارلایل تاریخ‌دان انگلیسی اصطلاح «دانش کسل‌کننده» را به عنوان صفتی طعنه‌آمیز برای اقتصاد کلاسیک وضع کرد، که در این زمینه بیشتر به تحلیل بدبینانه مالتوس ارتباط پیدا می‌کرد. جان استیوارت میل اقتصاد را در بستری اجتماعی به صورت ذیل تعریف می‌کند:
علمی که قوانین پدیده‌هایی در جامعه را دنبال می‌کند که از کارهای مختلف نوع بشر برای تولید ثروت برمی‌خیزد، تا جایی که این پدیده‌ها بوسیله تعقیب هدف دیگری متعین نشوند.
آلفرد مارشال در کتاب خود اصول علم اقتصاد (۱۸۹۰) تعریفی ارائه می‌دهد که تاکنون نیز ذکر شده است و تحلیل اقتصادی را از مقوله ثروت فراتر می‌برد و از سطحی اجتماعی به سطح اقتصاد خُرد می‌کشاند:
اقتصاد، مطالعه انسان است در کسب و کار معمولی‌اش در زندگی. اقتصاد به کاوش در این می‌پردازد که چگونه انسان درآمدش را کسب و آن را مصرف می‌کند؛ بنابراین، از یک جنبه مطالعه ثروت است و از جنبه مهم دیگر، بخشی از مطالعه خود انسان است.
لیونل رابینز اقتصاددان انگلیسی به تعریف مفهومی از اقتصاد پرداخت که "شاید مقبول‌ترین تعریف جاری از اقتصاد باشد:
اقتصاد دانشی است که رفتار انسان را در رابطه با اهداف و وسائل کمیابی که قابلیت استفاده‌های دیگری نیز دارند، مطالعه می‌کند.
رابینز این تعریف را به عنوان تعریفی می‌شناسد که نه طبقه‌بندی‌کننده، «به معنای انتخاب انواع معینی از رفتار»، بلکه بیشتر تحلیلی، به معنای «تمرکز بر جنبه‌های مشخصی از رفتار است که تحت تأثیر کمیابی تحمیل می‌شوند».
برخی از نظراتی که متعاقباً دربارهٔ این تعریف ابراز شده، آن را بیش از حد گسترده و ناتوان از محدود کردن موضوع به تحلیل بازارها می‌دانند. به هرحال، از دهه ۱۹۶۰، به دلیل اینکه تئوری بیشینه ساختن رفتار (به انگلیسی: maximizing behavior) و مدل‌های انتخاب عقلائی، دامنه علم اقتصاد را به حوزه‌ها و موضوعاتی گسترش داد که قبلاً به عنوان رشته‌هایی مجزا تلقی می‌شدند، این‌گونه نظرات و انتقادات فروکش کردند.
گری بکر، یکی از گسترش دهندگان علم اقتصاد به حوزه‌هایی نوین، رویکرد خود را به عنوان «ادغام فرضیه‌های تئوری بیشینه ساختن رفتار، ترجیحات ثابت (به انگلیسی: stable preferences) و تعادل بازار که به‌صورتی بی‌ملاحظه و مصمم بکار گرفته می‌شد» تعریف می‌کند. یک تفسیر، این تعریف را تبدیل اقتصاد به یک رویکرد به جای یک موضوع علمی خوانده است؛ رویکردی که با این حال از خاص گرایی زیادی در زمینه «فرایند انتخاب و نوع تعامل اجتماعی که این تحلیل دربرمی‌گیرد» برخوردار است. منبع همان تفسیر، سلسله‌ای از تعاریف اقتصاد در کتابچه‌های اقتصادی را بررسی می‌کند و نتیجه می‌گیرد که فقدان توافق مورد نیاز، تأثیری بر خود موضوع (یعنی علم اقتصاد) که کتابچه‌ها به آن پرداخته‌اند ندارد. به‌طور کلی تر در بین اقتصاددانان این نظر مطرح می‌شود که ارائه تعریفی خاص بیشتر بازتاب دهنده مسیری است که بنظر پدیدآورنده آن علم اقتصاد در آن تکامل می‌یابد یا باید تکامل یابد.

## اقتصاد خرد

### بازارها

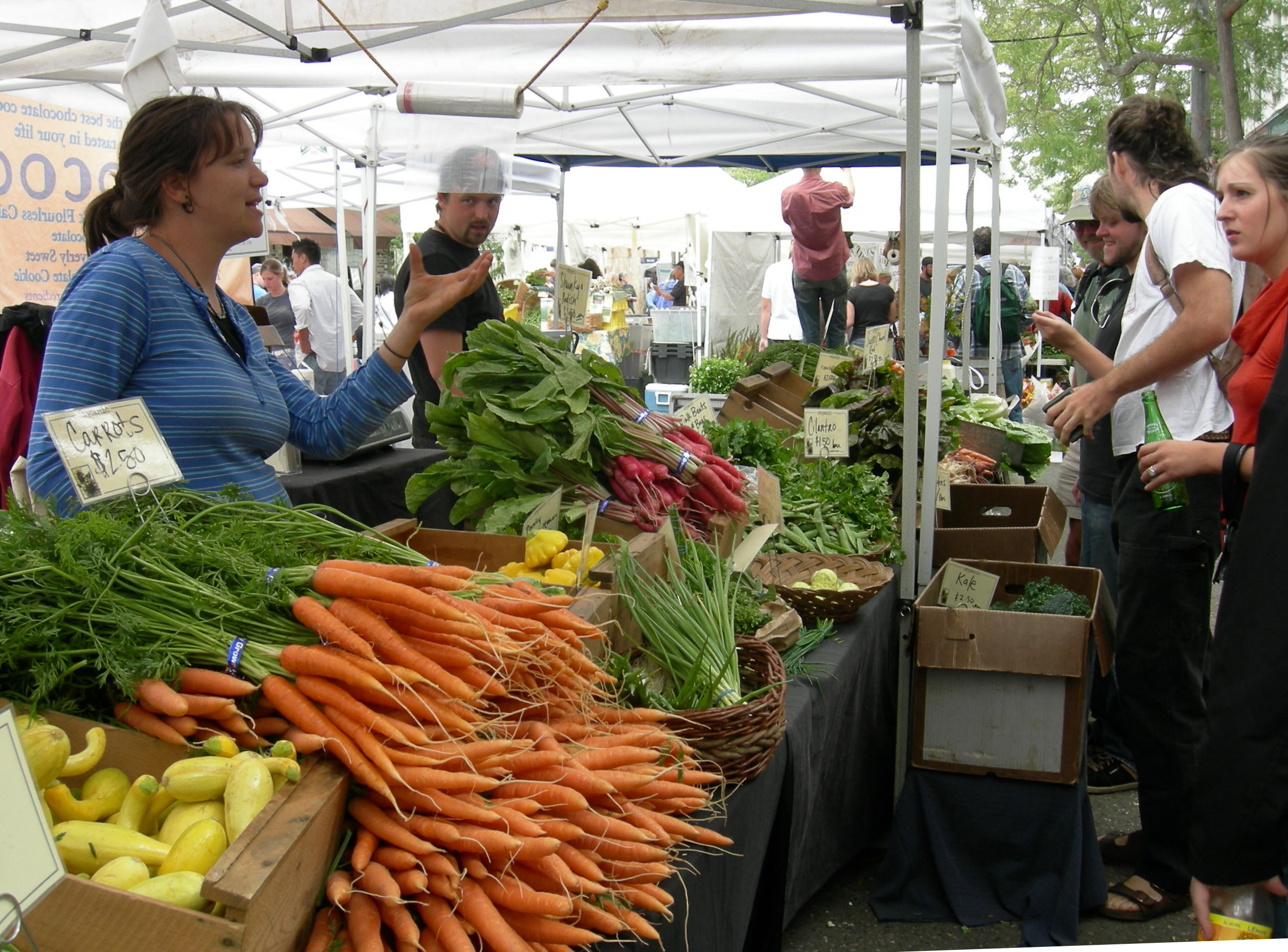
اقتصاددانان به مطالعه بازرگانی، تولید و تصمیمات مصرفی می‌پردازند، مانند چیزی که در یک بازار سنتی رخ می‌دهد.

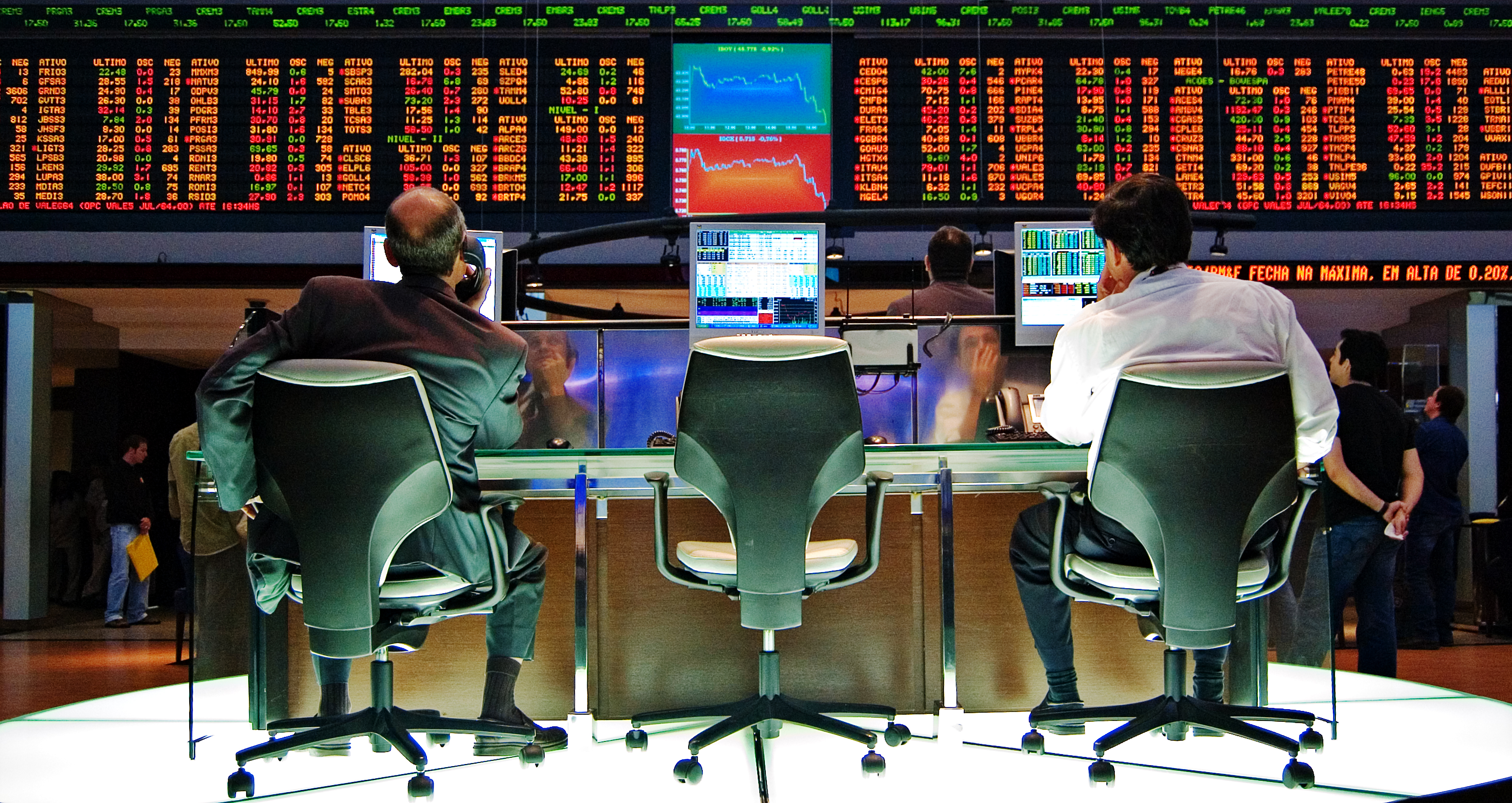
در یک بازار مجازی، فروشنده و خریدار حضور ندارند بلکه بوسیله واسطه‌ها و اطلاعات الکترونیکی تجارت می‌کنند.

اقتصاد خرد شاخه‌ای از علم هنر و اقتصاد است که به تحلیل بازیگران منفرد در یک بازار و نیز تحلیل ساختار بازار می‌پردازد. این شاخه با بازیگران خصوصی، عمومی و داخلی، به عنوان واحد پایه‌ای تقلیل ناپذیر، سروکار دارد. اقتصاد خرد به مطالعه این می‌پردازد که چگونه این بازیگران درون بازارهای منفرد (با فرض کمیابی واحدهای مبادله پذیر) و مقررات دولتی به تعامل با یکدیگر می‌پردازند. بازار ممکن است با یک محصول (مانند سیب، آلومینیوم یا تلفن موبایل) سروکار داشته باشد یا با خدمات مربوط به یکی از عوامل تولید (آجرچینی، چاپ کتاب یا بسته‌بندی مواد غذایی). نظریه اقتصاد خرد، کل مقداری که توسط خریداران تقاضا شده و مقداری که توسط فروشندگان عرضه شده را در نظر می‌گیرد و به مطالعه قیمت‌های ممکن به ازای هر واحد عرضه و تقاضا می‌پردازد. اقتصاد خرد، تعامل پیچیده میان بازیگران بازار را هم در روند خرید و هم در روند فروش مطالعه می‌کند. این تئوری بر این باور است که بازارها می‌توانند به تعادل (به انگلیسی: equilibrium) میان «کمیت تقاضا شده» و «کمیت عرضه شده» برسند.
اقتصاد خرد همچنین به بررسی ساختارهای مختلف بازار می‌پردازد. «رقابت کامل» (به انگلیسی: perfect competition) ساختار بازاری را توصیف می‌کند که در آن هیچ شرکت‌کننده‌ای آن قدر بزرگ نیست که قادر به بدست آوردن قدرت بازاری برای تعیین قیمت یک محصول یکسان باشد. شیوه دیگر توضیح این امر این است که بگوییم یک بازار رقابتی کامل هنگامی به وجود می‌آید که در آن تمامی شرکت کنندگان «گیرندگان قیمت» هستند و هیچ‌کدام از شرکت کنندگان نتواند بر قیمت محصولی که می‌خرد یا می‌فروشد تأثیر بگذارد. «رقابت ناکامل» به ساختار بازاری دلالت می‌کند که در آن شرایط رقابت کامل وجود نداشته باشد. اشکال رقابت ناکامل شامل: انحصار (به انگلیسی: monopoly) (که در آن برای یک کالا تنها یک فروشنده وجود دارد)، انحصار چندگانه (به انگلیسی: oligopoly) (که در آن برای یک کالا تنها چند فروشنده به‌خصوص وجود دارند)، رقابت انحصاری (که در آن فروشندگان زیادی وجود دارند که کالاهای کاملاً مختلفی تولید می‌کنند)، انحصار خریدار (به انگلیسی: monopsony) (که در آن برای یک کالا تنها یک خریدار وجود دارد)، و انحصار چندگانه خریدار (به انگلیسی: oligopsony) (که در آن برای یک کالا تنها چند خریدار به‌خصوص وجود دارند). برخلاف رقابت کامل، رقابت ناکامل به‌طور کلی بدین معنا است که قدرت در بازار به‌طور نامتساوی تقسیم شده است. شرکت‌ها در وضعیت رقابت ناکامل این قابلیت را دارند که «قیمت گذار» باشند که بدین معنی است که آن‌ها با در اختیار گرفتن بهره بزرگی از قدرت بازار به صورت نامتناسب قادر شده‌اند که بر قیمت کالاهایی که تولید کرده‌اند تأثیر بگذارند.
اقتصاد خرد، بازارهای منفرد را با یک ساده‌سازی اقتصادی مطالعه می‌کند به این معنا که تصور می‌کند که فعالیت اقتصادی انجام شده در یک بازار به‌خصوص بر دیگر بازارها تأثیر نمی‌گذارد. این متد تحلیلی، «تعادل جزئی» (به انگلیسی: partial-equilibrium) (بین عرضه و تقاضا) نام دارد. این متد تحلیلی مجموع کل فعالیت‌های انجام شده در یک بازار را محاسبه می‌کند. تئوری تعادل عمومی (به انگلیسی: general-equilibrium) به مطالعه بازارهای مختلف و رفتار آن‌ها می‌پردازد. این تئوری، مجموع کل تمامی فعالیت‌های انجام گرفته در در تمامی بازارها را محاسبه می‌کند. این متد هم به مطالعه تغییرات در بازارها و هم به مطالعه تعامل میان آن‌ها که رو به سوی تعادل دارد می‌پردازد.

### تولید، هزینه و بهره‌وری
در اقتصاد خرد، تولید تبدیل نهاده‌ها (به انگلیسی: inputs) به ستاده‌ها (به انگلیسی: outputs) است. این امر فرایندی اقتصادی است که که در آن نهاده‌ها برای ساختن یک کالا برای مبادله یا استفاده مستقیم بکار برده می‌شوند. تولید یک جریان است و بنابراین میزان مشخصی از ستاده‌ها به ازای هر دوره‌ای از زمان در مقابل نهاده‌ها به دست می‌آید.
هزینه فرصت (به انگلیسی: opportunity cost) به هزینه اقتصادی تولید ارجاع دارد: ارزش بهترین فرصت بعدی از دست رفته. انتخاب‌ها معمولاً باید بین اعمالی مورد علاقه و نیز مانعه الجمع (به این معنا که انتخاب یکی به معنای طرد دیگری است) انجام می‌شوند. این مسئله، رابطه پایه‌ای میان کمیابی و انتخاب را نشان می‌دهد. هزینه فرصت یک عمل، عنصری است برای مطمئن شدن از اینکه منابع کمیاب به‌صورتی کارا مورد بهره‌برداری قرار گرفته‌اند، به‌طوری‌که هزینه آن عمل در برابر ارزشش سنجیده می‌شود. هزینه فرصت تنها به هزینه‌های پولی یا مالی مربوط نیست بلکه می‌توانند به وسیلهٔ ارزش واقعی تولید از دست رفته، اوقات فراغت، یا هر چیز دیگری که بهره‌ای جایگزین فراهم کند سنجیده شود.
نهاده‌هایی که در فرایند تولید مورد استفاده قرار می‌گیرند شامل عوامل پایه‌ای تولید مانند خدمات کاری، سرمایه (کالاهای تولید شده قابل دوام مثل یک کارخانه که در تولید مورد استفاده قرار می‌گیرند)، و زمین (شامل منابع طبیعی) می‌شوند. دیگر نهاده‌ها ممکن است شامل کالاهای واسطه‌ای (به انگلیسی: intermediate goods) هستند که در تولید کالاهای نهایی مورد استفاده قرار می‌گیرند، مانند فولاد در ساختن یک اتومبیل نو.
بهره‌وری اقتصادی (به انگلیسی: economic efficiency) توصیف‌کننده این امر است که چگونه یک سیستم ستاده دلخواهش را با وجود مجموعه‌ای از نهاده‌های موجود و نیز تکنولوژی در دسترس ایجاد می‌کند. بهره‌وری هنگامی بهبود می‌یابد که ستاده بیشتری بدون تغییر نهاده‌ها ایجاد شود، به عبارت دیگر، میزان اتلاف کاهش داده شده باشد. یک استاندارد کلی عموماً پذیرفته شده بهره‌وری پارتو (به انگلیسی: Pareto efficiency) است که هنگامی بدست می‌آید که دیگر هیچ تغییری نتواند بدون بدتر کردن اوضاع کسی، اوضاع فرد دیگری را بهبود بخشد. به دیگر سخن حد نهایی بهبود در سیستم حاصل شده باشد به‌طوری‌که نتوان بدون برهم زدن نظم قسمت دیگری از سیستم از آن فراتر رفت.

نمونه‌ای از نمودار PFF با نقاط نشانگر

حد امکان تولید (PFF) (به انگلیسی: production-possibility frontier) یک نمودار توضیح دهنده برای نشان دادن کمیابی، هزینه و بهره‌وری است. در ساده‌ترین حالت یک اقتصاد تنها می‌تواند دو کالا تولید کند (مثلاً اسلحه و کره). PFF جدول یا نموداری است که ترکیب کمی متفاوت دو کالای قابل تولید را بر مبنای تکنولوژی موجود و کل نهاده‌ها که میزان ستاده محتمل را محدود می‌کنند، نشان می‌دهد. هر نقطه‌ای در منحنی مجموع ستاده بالقوه برای اقتصاد را نشان می‌دهد که حداکثر تولید امکان‌پذیر یک کالای مشخص است بر مبنای مقدار تولید امکان‌پذیر کالای دیگر.
کمیابی در نمودار به وسیله افرادی که مایل به مصرف فراتر از PFF (مانند نقطه X) هستند اما در مجموع نمی‌توانند و با شیب منفی منحنی نشان داده می‌شود. اگر تولید یک کالا در منحنی افزایش یابد، تولید کالای دیگر کاهش می‌یابد، یعنی رابطه‌ای معکوس میان آن‌ها وجود دارد. این مسئله به خاطر این است که افزایش تولید یک کالا به انتقال نهاده‌ها از تولید کالایی دیگر و لاجرم کاهش تولید آن کالا بستگی دارد. نقطه D در قسمت شکم منحنی نشانگر تعادل بین تولید دو کالا است. این منحنی به اندازه‌گیری میزان این می‌پردازد که ازدیاد تولید یک کالا به هزینه چه میزان تولید کالای دیگر تمام می‌شود؛ بنابراین اگر تولید یک اسلحه بیشتر به معنای کاهش تولید ۱۰۰ عدد کره باشد، هزینه فرصت یک اسلحه برابر ۱۰۰ کره است. در PFF، کمیابی بر این دلالت دارد که انتخاب تولید یک کالا در مجموع به معنای سر کردن با میزان اندک تری از کالای دیگر همراه خواهد بود. اما هنوز در یک اقتصاد بازار، حرکت در طول منحنی می‌تواند نشانگر این باشد که انتخاب افزایش یک برون داد برای عوامل تولیدکننده به هزینه‌های آن برتری دارد.
هر نقطه‌ای بر روی منحنی نشانگر بهره‌وری تولیدی در بیشینه ساختن برون داد به ازای کل درون داد موجود است. نقطه A در داخل منحنی، محتمل است اما نشانگر عدم بهره‌وری تولیدی (اتلاف درون دادها) می‌باشد که در آن برون داد هر یک یا هر دوی کالاها می‌تواند با حرکت به سوی شمال شرقی به نقطه‌ای بر روی منحنی تبدیل شود. مثال‌های این قبیل عدم بهره‌وری شامل بیکاری در طول کسادی چرخه تجاری یا سازمان دهی اقتصادی یک کشور که ناتوان از بهره‌برداری کامل از منابع خود است، هستند. بودن روی منحنی، اگر به معنای تولید ترکیبی از کالاهایی نباشد که مصرف‌کنندگان بر دیگر نقاط ترجیح می‌دهند نباشد هنوز ممکن است به معنای رسیدن به بهره‌وری تخصیصی (به انگلیسی: allocative efficiency) (یا بهره‌وری پارتو) نباشد.
بیشتر توجه اقتصاد کاربردی در سیاستگذاری عمومی بر تشخیص چگونگی بهبود بهره‌وری یک اقتصاد متمرکز است. تشخیص واقعیت کمیابی و سپس چاره اندیشی برای چگونگی ساز مان دهی جامعه برای بهره‌ورترین شیوه استفاده از منابع به عنوان «ماهیت اقتصاد» تعریف شده است، جایی که اقتصاد نقش یکتایی را ایفا می‌کند.

## اقتصاد کلان
اقتصاد کلان به بررسی مسایل اقتصادی در سطح کلان ملی یک کشور می‌پردازد. حیطه بررسی اقتصاد جهانی را اقتصاد بین‌الملل به عهده دارد. مسائلی از قبیل ثبات اقتصادی، توازن تراز بازرگانی خارجی، رشد اقتصادی، اشتغال، تورم، مخارج و درآمدهای دولت، رکود اقتصادی، بحران اقتصادی، بیکاری، و اقتصاد توسعه در این بخش مورد بررسی قرار می‌گیرد.
اقتصاد کلان (به انگلیسی: macroeconomics) در مقابل اقتصاد خرد (به انگلیسی: microeconomics) به مقولات کلان در علم اقتصاد اشاره دارد و مفاهیم کسب و کار را در اشل بزرگ بررسی و ارزیابی می‌کند. در اقتصاد خرد، ما با نهاده‌های تولید، عرضه و فروش و خرید مواجهیم و با نمودارها و الگوهای رفتار مصرف‌کننده، تولیدکننده، کالای لوکس و گیفن و مازاد عرضه و تولید روبرو هستیم و تغییرات کمیت و قیمت و عرضه و تقاضا در بازارها بررسی می‌شود. در حالی که اقتصاد کلان، پا را فرا تر گذاشته و به سرمایه‌گذاری، رشد اقتصادی، رشد ناخالص ملی، بیکاری، رکود، تورم، شاخص کل بورس، پس‌انداز اشاره دارد.
فقر و تبعیض به دلیل بررسی در سطح خانوار از مباحث اقتصاد خرد می‌باشد.
بر خلاف اقتصاد خرد رفتارهای فردی شکل دهنده اقتصاد کلان نیست هر چند که از جمع رفتارهای فردی شکل گرفته است. کینز پدر علم اقتصاد نوین نمونه بارزی را از آثار رفتار واحدی را در عرصه کلان و خرد ارائه داده است که به تناقض پس‌انداز مشهور است. اگر افراد به صورت انفرادی پس‌انداز کنند در سال‌های بعد دارای امکانات و قدرت مالی بیشتری خواهند بود و خواهند توانست که از سرمایه جمع شده خود استفاده کنند ولی اگر تمامی افراد جامعه هم‌زمان پس‌انداز خود را افزایش دهند و بخش بیشتری از درآمد خود را پس‌انداز نمایند مصرف کل اقتصاد پایین می‌آید و این امر موجب کاهش تولید نیز خواهد شد که این امر به کاهش درآمد افراد در آینده منجر می‌شود. از اینرو افزایش پس‌انداز برای اشخاص مفید می‌تواند باشد ولی برای جامعه به صورت کلی تأثیرات متفاوتی نسبت به تأثیرات فردی آن دارد.
نمونه دیگر: اگر شرکتی یک یا چند تن از پرسنل خود را با ماشین‌آلات جایگزین نماید بی شک سود خواهد کرد و به نفع آن شرکت خواهد بود ولی اگر تمامی شرکت‌ها به یکباره به این کار مبادرت ورزند بیکاری افزایش می‌یابد و موجب کاهش درآمد ملی و در نتیجه کاهش تقاضا برای تولیدات شرکت‌ها شده و سود شرکت‌ها را کاهش می‌دهد. از اینرو تأثیرات سطح کلان می‌تواند با تأثیرات در سطح خرد متضاد باشد..

## مکتب‌های اقتصادی

- اخلاق گرایی اقتصادی (مکتب فلسفه مدرسی)
- مکتب سوداگری (مرکانتیلیسم)
- مکتب اصالت طبیعت (فیزیوکراسی)
- مکتب اقتصادی کلاسیک (سنت‌گرایی اقتصادی)
- مکتب اقتصاد نهادگرایی (قدیم)
- مکتب تاریخی قدیم
- سوسیالیسم تخیلی
- سوسیالیسم علمی
- سوسیالیسم رقابتی
- سوسیالیسم اقتصادی
- اقتصاد نئو کلاسیک (مارژینالیسم یا نهایی گرایی)
- مکتب کینز
- نئو لیبرالیسم
- نیو کینزیسم (اقتصاد کینزی نو)
- مکتب شیکاگو (جامعه‌شناسی) (مانیتاریسم یا پول محوری)
- کلاسیک‌های جدید
- کینز گرایان جدید
- اقتصاد نهادگرایی جدید
- ساختارگرایان
- مکتب اتریش
- مکتب طرفداران طرف عرضه
- مکتب دورهای تجاری حقیقی
- نظریات اقتصادی حکیمان یونان باستان